# Рейнгардт, Фриц
Фриц Рейнгардт (3 апреля 1895 года, Ильменау — 17 июня 1969 года, Регенсбург) — государственный деятель Германии, в 1933–1945 году — статс-секретарь министерства финансов, экономист, публицист, организатор учебных заведений. Гауляйтер Верхней Баварии (1928), обергруппенфюрер СА (1937).
Отец Клауса Рейнгардта (род. 1941), генерала бундесвера.

## Довоенные годы
Начало Первой мировой войны Фриц Рейнгардт застаёт в России, в Риге, где он проходит обучение деловому администрированию. По распоряжению правительства Рейнгардта как гражданина Германии интернируют и направляют в Сибирь. Вернувшись оттуда, в 1919 году Рейнгардт становится директором Тюрингской коммерческой школы в Ильменау. В 1924 году в Херршинге-на-Аммерзее он основывает первую в Германии школу дистанционного обучения (нем. Fernhandelsschule) ремесленным дисциплинам. Также в эти годы он подрабатывает налоговым инспектором в земельной канцелярии министерства финансов в Тюрингии.
В октябре 1926 года вступил в НСДАП (№ 45959; Стакельберг указывает даже 1924 год, добавляя, что ещё до первой мировой войны Рейнгардт участвовал в «народных», нем. völkisch организациях). Обратил на себя внимание глубокими познаниями в экономике и финансах, а также ораторскими способностями, благодаря чему его стали выдвигать на ответственные должности. В 1924 год году его назначают ортсгруппенляйтером (нем. Ortsgruppenleiter, руководителем городской ячейки) в Херршинге-на-Аммерзее Хершинг-ам-Аммерзее (Бавария). В 1927 году Фриц Рейнгардт выдвигается на должность бецирксляйтера (нем. Bezirksleiter, руководителя группы районных организаций) южных районов Верхней Баварии (нем. Oberbayern-Süd). В 1928 году Фрица Рейнгардта назначают гауляйтером (нем. Gauleiter) Верхней Баварии (в этой должности он работает до 1930 года) и одновременно на должность директора Reichsredner — региональной школы системы партийной агитации и пропаганды. В 1929 году созданную им коммерческую школу Рейнгардт полностью пеориентирует на подготовку ораторов-пропагандистов НСДАП. За 5 лет работы в этой школе под управлением Рейнгардта (до 1933 года) подготовлено выпущено 6 тысяч пропагандистов.

Эмблема СА

В 1930 году Фриц Рейнгардт побеждает на местных выборах в рейхстаг, и после этого становится одним из кураторов финансовой проблематики в НСДАП с акцентом на пропагандистские аспекты. С октября 1930 года до марта 1931 года Рейнгардту является главным редактором ежедневной газеты «Der Donaubote», выходящей в Ингольштадте (основана в 1927 году Л. Либлом). Как пропагандист нацистской партии, ещё до её прихода к власти Рейнгардт занимал крайние антисоветские, антикоммунистические позиции, которые выразил в 48-страничной брошюре «Красная чума» («нем. Die rote Pest»), которую он отпечатал в 1930 году там же, где выпускалась возглавляемая им газета «Der Donaubote» (в качестве издателя брошюры Рейнгардт указал себя).
В 1933 году Рейнгардту присваивают чин группенфюрера СА и вводят в состав Штаба заместителя фюрера (аббр. нем. Stab des StdF под руководством Рудольфа Гесса; в 1941 году штаб этот переименован в Партийную канцелярию).
В 1937 году Фриц Рейнгардт произведён в чин обергруппенфюрера СА.

## Программа Рейнгардта
6 апреля 1933 года Фриц Рейнгардт получает назначение в министерство финансов на должность статс-секретаря, сменив на этом месте Артура Цардена. Министр финансов Людвиг Шверин фон Крозиг пригласил Цардена (нем. Zarden) на эту должность менее, чем за год до этого, 10 июня 1932 года. Однако Гитлера не устраивало, что Царден был женат на еврейке и сам исповедовал иудейскую веру, и поэтому на вторую по значимости должность в министерстве финансов был немедленно поставлен Рейнгардт..

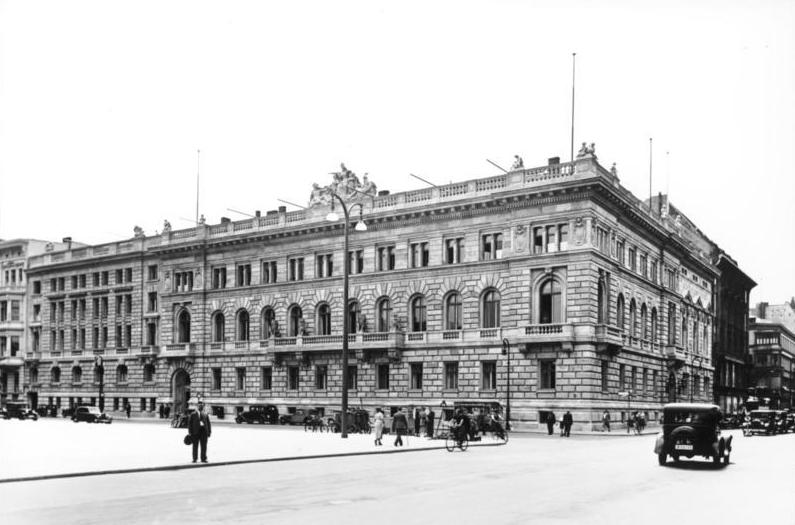
Министерство финансов на Вильгельмплац. 1930

На новой должности Рейнгардт проявил не только свою квалификацию финансиста, но и опыт организации учебных заведений. В 1935 году по его предложению в Германии открылась сеть государственных финансовых школ (нем. Reichsfinanzschulen), где учащиеся проходили подготовку по финансам и системе налогового и таможенного обложения. Ещё в октябре 1934 года с его подачи была принят §1 поправок к налоговому кодексу, гласивший, что целевая функция системы налогообложения — соответствовать задачам курса национал-социалистической партии. К 1937 году с участием Рейнгардт были разработаны и проведены в жизнь новые таможенные инструкции (нем. Zollgrenzschutz).
Несмотря на большой объём работы на ответственной государственной должности, Рейнгардт продолжал уделять время и написанию методической литературы, и редакционно-издательской деятельности, опыт которой он приборёл ещё в годы Веймарской республики. Он был издателем «Deutschen Steuerzeitung» («Налоговая газета») — „настольной книги“ бухгалтеров и финансистов Германии — для которой сам иногда писал статьи.
Однако наибольшую известность Рейнгардт получил в Германии как разработчик и куратор программы по борьбе с безработицей, получившей по его имени название «Программа Рейнгардта» (нем. Reinhardt-Programm). Программа Рейнгардта представляла собой обширный инфраструктурный проект, где косвенные поощрительные меры (сокращение налогов) использовались для стимулирования прямых капиталовложений в общественно-значимые проекты — не только автобаны, но и железнодорожные и водные пути сообщения. Побочным результатом этого проекта стал рост спроса населения Германии на автомобили.
Подпись Рейнгардта стоит под некоторыми документами, касающимися оприходования золота, изымавшегося после 1942 года у евреев и других репрессируемых наций. Однако вопрос о том, чьим именем названа «Операция Рейнхард», в ходе которой производилось это изъятие, считается дискуссионным. До настоящего времени последняя в источниках именуется нем. Aktion Reinhard, Einsatz Reinhard, то есть, по имени одного из её инициаторов, Рейнхарда Гейдриха — нем. Reinhard без „t“ на конце. Ср. тж. «Программа Генрих» по имени (а не фамилии) Генриха Гиммлера.

## Денацификация

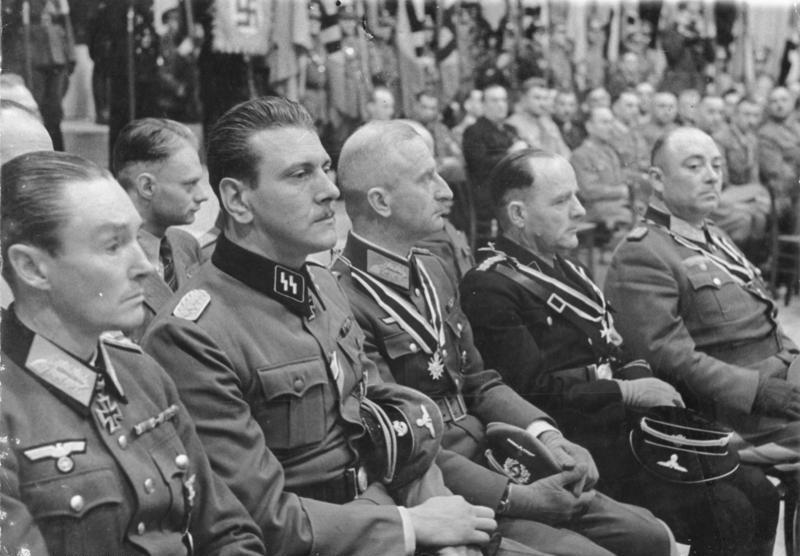
Слева направо: Отто Скорцени, Фриц Рейнгардт и др.

В 1945 году Фриц Рейнгардт был арестован войсками союзников и помещён в тюрьму. 17 июня 1949 года признан виновным и приговорён к 4 годам принудительного труда. По апелляции в конце 1949 года исполнение приговора было отложено, затем наказание сокращено до 3 лет. В конце 1950 года приговор признан окончательным и не подлежащим обжалованию, однако с поглощением срока, реально отбытого в заключении, Рейнгардт был немедленно освобождён. Было признано, что главную свою роль в министерстве финансов Рейнгардт играл только как эксперт по финансовым вопросам, причём специфической нацеленности на ущемление евреев он не имел и лишь стремился смягчить их положение, а во всём остальном подчинялся распоряжениям других министерств фашистской Германии.
В послевоенное время Рейнгардт работал в финансовой сфере как бухгалтер и финансист. Жил в Баварии, в Бад-Вёрисхофене и позже в Риденбурге.
Сын обергруппенфюрера СА Фрица Рейнгардта, Клаус Рейнгардт (род. 15 января 1941 года), пошёл служить в горно-стрелковые войска бундесвера (Heeresführungskommando), также дослужившись до чина генерала (в 1988 году бригадный генерал, в 1990 генерал-майор, в 1993 генерал-лейтенант, полный генерал с 1998 года). 8 октября 1999 года принял командование силами НАТО (KFOR) в Косово (Приштина); сменён 18 апреля 2000 года.

## Публикации
Занимая ответственные посты в системе пропаганды НСДАП и в рейхсминистерстве финансов, Рейнгардт выпустил несколько десятков брошюр, в которых освещались те или иные стороны финансово-экономической политики Германии. В этом ряду одна из центральных его работ — выпущенная в 1934 году «Программа Рейнгардта» («нем. Das Reinhardt-Programm»), в которой освещается экономическая программа только что пришедшей к власти НСДАП. На смену ей через несколько лет пришли другие макроэкономические программы, и поэтому к «Операции Рейнхард» (нем. Aktion Reinhard или Einsatz Reinhard) — программы Третьего рейха по систематическому истреблению евреев и цыган, проводившейся с июля 1942 года по октябрь 1943 года — программа Рейнгардта отношения не имеет.
Книга Рейнгардта «Was geschieht mit unserem Geld» («Что происходит с нашими деньгами»), написанная в 1942 году, выдержала до конца войны 6 изданий в Германии на немецком языке, а также была переведена для Дании («дат. Hvad sker der med vore penge?») и Финляндии («фин. Saksan sodanaikaiset finanssit», «Военные финансы Германии», 1943).
После войны в советской зоне оккупации Германии и позже в ГДР все труды Рейнгардта нацистского содержания были включены в список запрещённой литературы (нем. Liste der auszusondernden Literatur). Аналогичных мер в зонах оккупации западных союзников не предпринималось, и ряд его трудов был переиздан на Западе и в послевоенное время.
В довоенное время Рейнгардт также публиковал учебные материалы по бухгалтерскому учёту, и даже сумел кое-что написать для школьного учебника по арифметике.
- Reinhardt, Fritz. Buchführungspraxis Fritz Reinhardt. Kaufmännische Lehre durch Selbstunterricht und Fernunterricht. — 1920.
- Reinhardt, Fritz. Das Haushaltwesen in Reich, Staat und Gemeinde. — 1922.
- Reinhardt, Fritz. Die Gesellschaften mit beschränkter Haftung. — 1927.
- Reinhardt, Fritz. Die Herrschaft der Börse. — 1927.
- Reinhardt, Fritz. Die rote Pest. — Herrsching am Ammersee: Fr. Reinhardt, 1930. — 48 S.; gr. 8 с.
- Reinhardt, Fritz. Buchführung, Bilanz und Steuer: Lehr und Nachschlagwerk. — 1936.
- Reinhardt, Fritz. Das Reinhardt-Programm. — Berlin: Neues Verlagshaus f. Volkslit., 1934. — 23 S.; gr. 8 с.
- Reinhardt, Fritz. Was geschieht mit unserem Geld? — Nürnberg: Verl. Willmy, 1942.
- Reinhardt, Fritz. Saksan sodanaikaiset finanssit (фин.). — Helsinki: Suomen Kirja, 1943.
- Reinhardt, Fritz. Mehrwertsteuer-Dienst: Kommentar zum Umsatzsteuergesetz. — München: Rehm, 1967.

## Награды
- Золотой партийный знак НСДАП